# Адміністративний устрій Піщанського району
Адміністративний устрій Піщанського району — адміністративно-територіальний поділ Піщанського району Вінницької області на 2 селищні ради, 1 сільську громаду та 11 сільських рад, які об'єднують 29 населених пунктів та підпорядковані Піщанській районній раді. Адміністративний центр — смт Піщанка.

## Список радПіщанського району
| №  | Назва                         | Центр           | Населені пункти | Площа (км²) | Площа (рік) | Населення (осіб) | Населення (рік) |
| -- | ----------------------------- | --------------- | --- | ----------- | ----------- | ---------------- | --------------- |
| 1  | Піщанська селищна рада        | смт Піщанка     | смт Піщанка с-ще Трудове | 7,789       | 2001        | 5850             | 2015            |
| 2  | Рудницька селищна рада        | смт Рудниця     | смт Рудниця | 2,4         | 2001        | 1221             | 2015            |
| 3  | Студенянська сільська громада | с. Студена      | с. Студена с. Брохвичі с. Гонорівка с. Затишне с-ще Козацьке с-ще Палійове с-ще П'ятихатка с-ще Чабанове с-ще Червона Поляна |             |             | 3247             | 2015            |
| 4  | Болганська сільська рада      | с. Болган       | с. Болган | 4,86        | 2001        | 1121             | 2015            |
| 5  | Городищенська сільська рада   | с. Городище     | с. Городище | 2,974       | 2001        | 514              | 2015            |
| 6  | Грабарівська сільська рада    | с. Грабарівка   | с. Грабарівка с. Верхня Слобідка                                                                                             | 2,438       | 2001        | 412              | 2015            |
| 7  | Дмитрашківська сільська рада  | с. Дмитрашківка | с. Дмитрашківка с-ще Миколаївка                                                                                              | 2,681       | 2001        | 1715             | 2015            |
| 8  | Кукулівська сільська рада     | с. Кукули       | с. Кукули | 2,777       | 2001        | 802              | 2015            |
| 9  | Миролюбівська сільська рада   | с. Миролюбівка  | с. Миролюбівка | 2,068       | 2001        | 1059             | 2015            |
| 10 | Рудницька сільська рада       | с. Рудницьке    | с. Рудницьке | 3,45        | 2001        | 552              | 2015            |
| 11 | Ставківська сільська рада     | с. Ставки       | с. Ставки | 1,629       | 2001        | 667              | 2015            |
| 12 | Трибусівська сільська рада    | с. Трибусівка   | с. Трибусівка с. Калинівка                                                                                                   | 2,488       | 2001        | 648              | 2015            |
| 13 | Чорноминська сільська рада    | с. Чорномин     | с. Чорномин с. Козлівка с. Рибки с-ще Попелюхи                                                                               | 5,381       | 2001        | 2100             | 2015            |
| 14 | Яворівська сільська рада      | с. Яворівка     | с. Яворівка | 3,464       | 2001        | 708              | 2015            |

Скорочення: м. — місто, с. — село, смт — селище міського типу, с-ще — селище